# Ruta Provincial 103 (La Pampa)
La Ruta Provincial 103 es una carretera de Argentina en la provincia de La Pampa. Su recorrido total es de 22 km mayormente de tierra natural.

## Recorrido
Posee un sentido sudeste-noroeste corriendo paralelamente a las vías del Ferrocarril Sarmiento en el Ramal Metileo - Arizona .
Tiene como extremo sur a la Ruta Provincial 7 en la localidad de Metileo, y en el norte a la Ruta Provincial 4 en el acceso a Trenel.